# Tumuli de Noirmont
Pour les articles homonymes, voir Noirmont (homonymie).
Les tumulus de Noirmont sont une double tombe gallo-romaine située à Noirmont, ancien village constituant une des deux parties du village de Cortil-Noirmont, sur le territoire de la commune de Chastre, dans la province du Brabant wallon, en Belgique.

## Situation
Les tumulus de Noirmont se dressent dans les champs, dans la partie septentrionale du village de Cortil-Noirmont, au lieu-dit « Les Tombes » ou « Champ des Tombes », entre la rue des Tombes Romaines (au nord) et la rue du Tumulus (au sud), et entre la rue des Carrières (à l'ouest) et la rue Gaston Delvaux (à l'est).

## Historique
Des fouilles menées en 1874-1875 ont permis de découvrir dans l'un des tertres quatre fosses en bois remplies d'ossements calcinés et de débris d'objets, et dans l'autre, un luxueux mobilier funéraire datant probablement du IIe siècle, qui est conservé aux Musées royaux d'Art et d'Histoire de Bruxelles,.

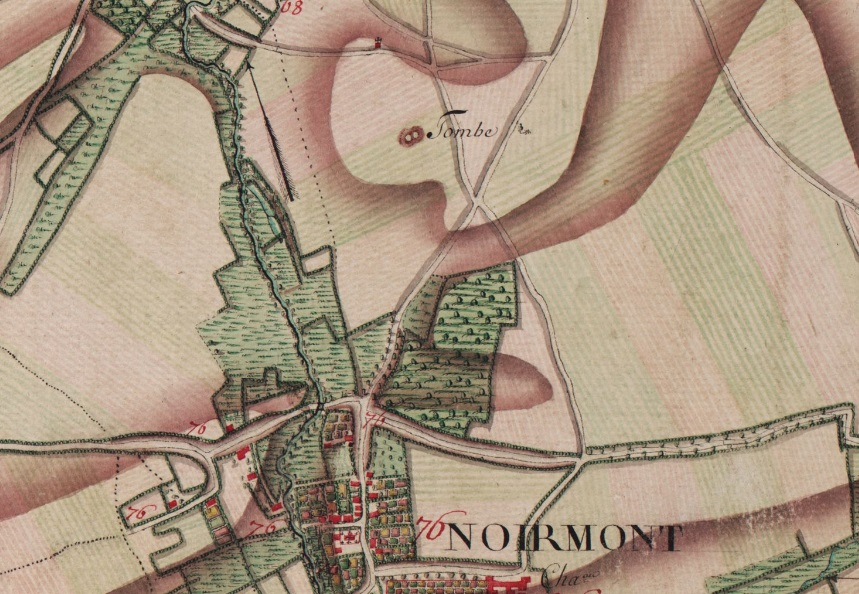
Les Tombes de Noirmont sur la carte de Ferraris du XVIIIe siècle.

## Description
Les tumulus de Noirmont datent de l’époque gallo-romaine et plus précisément du IIe siècle. Ils font partie de ces nombreux tumulus qui jalonnent le tracé de la voie Brunehaut, route romaine du Ier siècle qui reliait Bavai et Cologne et détermine encore la frontière méridionale de Cortil-Noirmont, près du lieu-dit La gatte.
Les tumulus sont deux tertres jumelés, peu élevés, d'une hauteur respective de 6 mètres et 4,50 mètres.

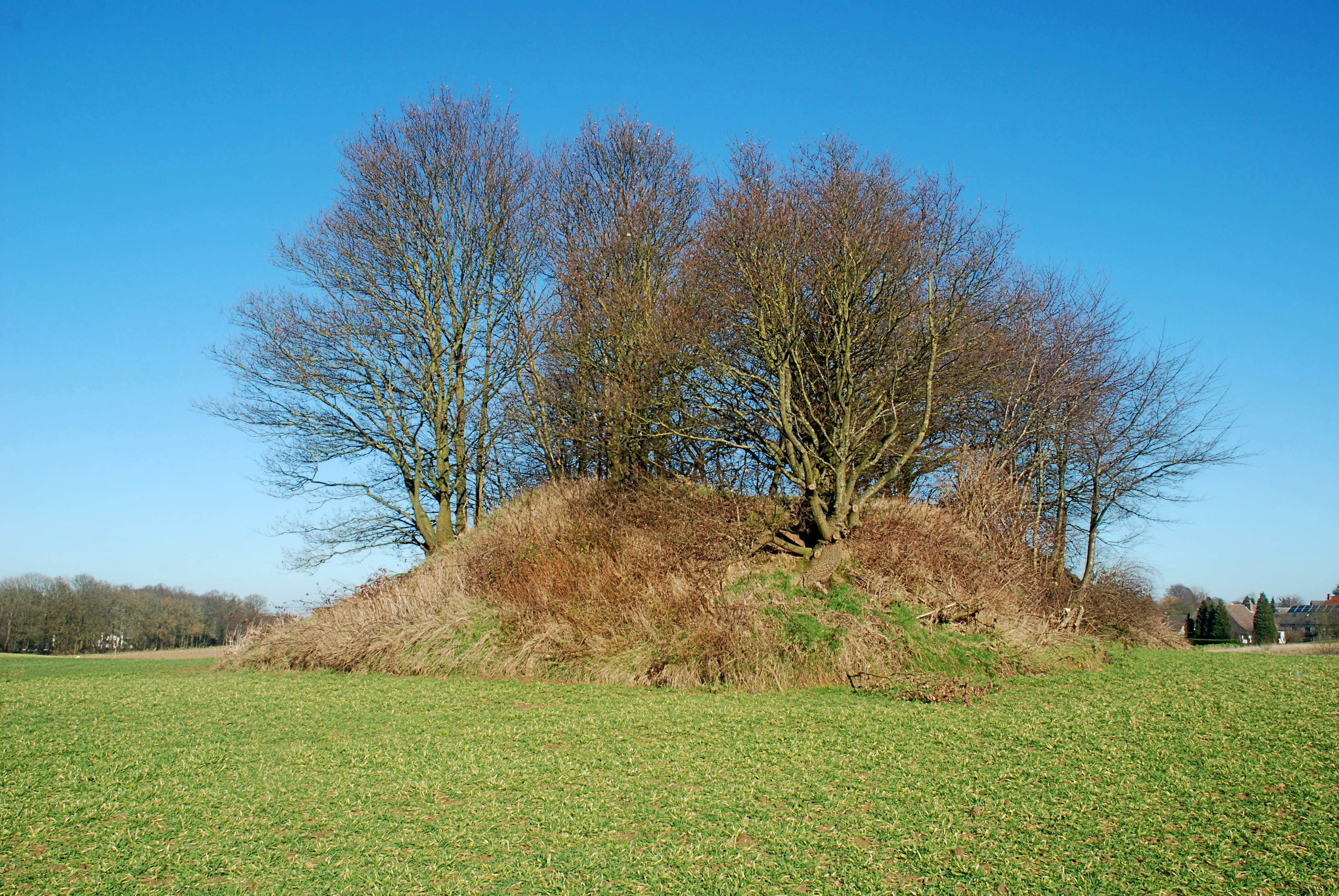
Le tumulus méridional vu du sud.
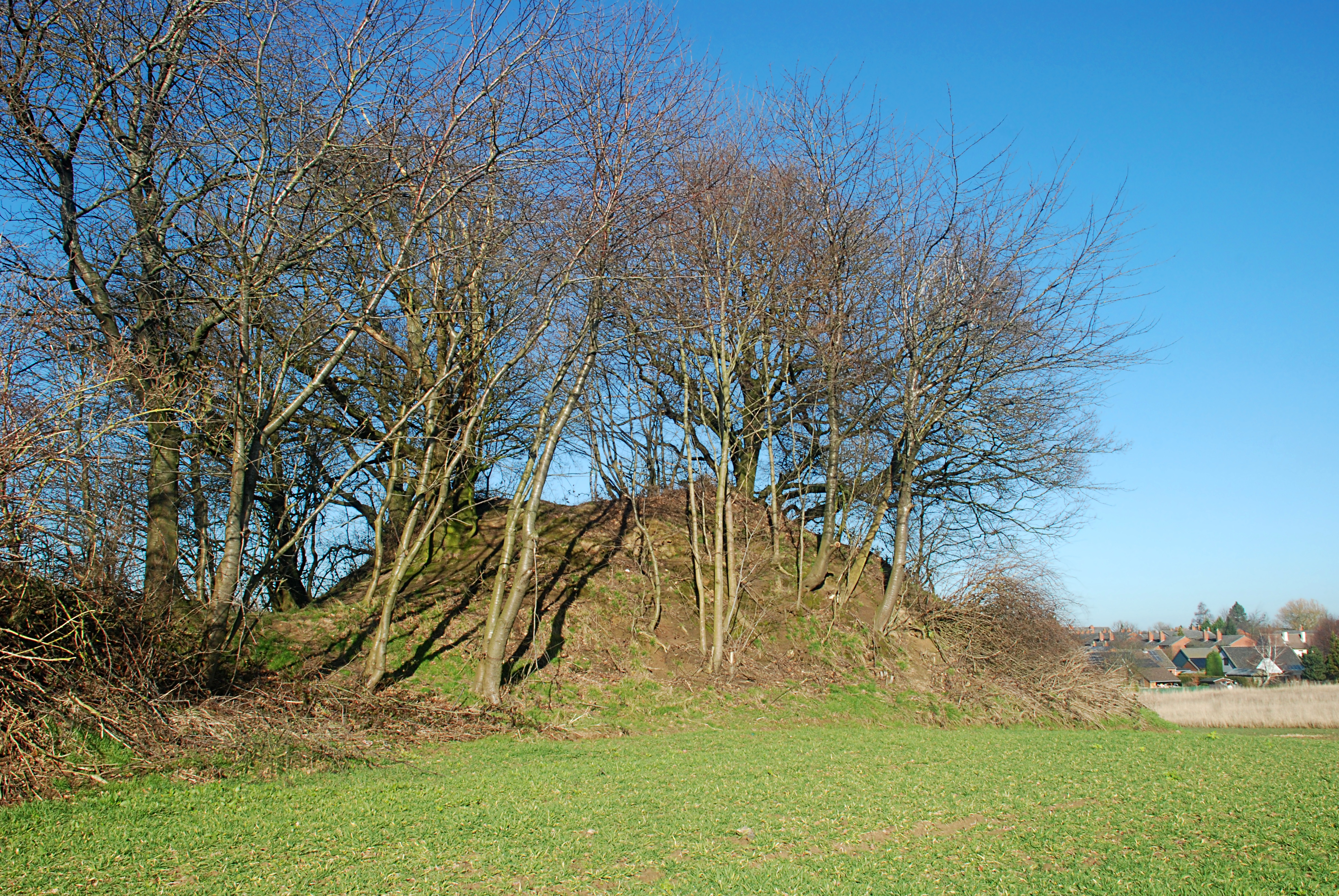
Le tumulus septentrional vu de l'est.
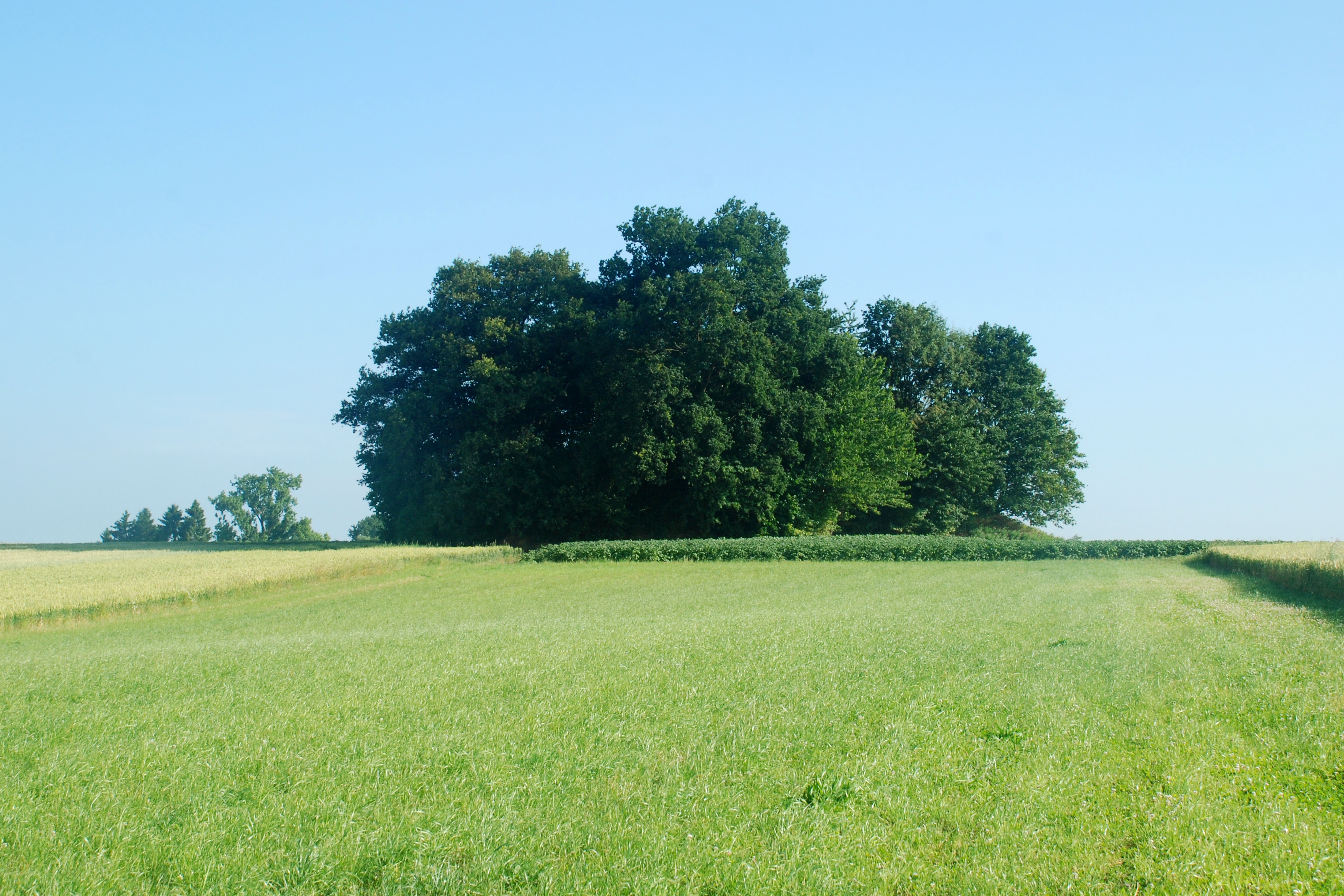
Les tumulus de Noirmont en été, vus depuis la rue des Tombes Romaines, au nord.

## Protection
Les tumulus font l'objet d'un classement au titre de monument historique depuis le 5 avril 1972, alors que les terrains environnants font l'objet d'un classement en tant que site.
Par ailleurs, « l'ensemble formé par le tumulus de Noirmont au lieu dit "Champ des Tombes" et les terrains environnants » font l'objet d'un classement comme patrimoine exceptionnel de la Wallonie depuis le 27 mai 2009.